# Jake and the Fatman
Jake and the Fatman is een Amerikaans detectiveserie met in de hoofdrollen William Conrad en Joe Penny. De serie liep van 1987 tot 1992 op de televisiezender CBS, en telde in totaal vijf seizoenen. In Nederland werd de serie uitgezonden op RTL 4.

## Verhaal
William Conrad speelt Jason Lochinvar "Fatman" McCabe, een openbaar aanklager. Hij wordt meestal vergezeld door zijn oude hond Max, een Engelse Buldog. McCabe is dik, kan daardoor nauwelijks uit de voeten om "boeven te vangen", dus blijft meestal in zijn kantoor zitten. Hij werkt samen met de jongere rechercheur Jake Styles (Joe Penny) en assistent-officier Derek Mitchell (Alan Campbell).
Jake and the Fatman was een spin-off van de serie Matlock. Diagnosis Murder was op zijn beurt weer een spin-off van Jake and the Fatman.

## Rolverdeling
- William Conrad als Jason McCabe
- Joe Penny als Jake Styles
- Alan Campbell als Derek Mitchell
- Max (hond) als zichzelf

## Afleveringen
1. Happy Days Are Here Again
2. Fatal Attraction
3. Laura
4. The Man That Got Away
5. Love For Sale
6. Brother, Can You Spare a Dime
7. Body and Soul
8. The Man I Love
9. Love Me or Leave Me
10. Smoke Gets in You Eyes
11. Have Yourself a Merry Little Christmas
12. After You've Gone
13. It Had to Be You